# Harris Barton
Harris Scott Barton (Sandy Springs, 19 aprile 1964) è un filantropo ed ex giocatore di football americano statunitense che ha giocato nel ruolo di offensive tackle per tutta la carriera con i San Francisco 49ers della National Football League (NFL). Fu scelto nel corso del primo giro (22º assoluto) del Draft NFL 1987 dai 49ers. Al college ha giocato a football a North Carolina.

## Carriera
Barton fu scelto dai San Francisco 49ers nel primo giro del draft 1987 come 22º assoluto. Fu il primo uomo della linea offensiva scelto dai San Francisco 49ers nel primo giro dai tempi di Forest Blue nel 1968. Nella sua prima stagione giunse secondo nel premio di rookie dell'anno.
Coi Niners vinse tre Super Bowl, nel 1988, 1989 e 1994. Partì come titolare in 134 delle 138 gare disputate in carriera e si ritirò dopo la stagione 1998.

## Palmarès

### Franchigia
- Super Bowl : 3

San Francisco 49ers : XXI, XXV, XXIX

### Individuale
- Convocazioni al Pro Bowl: 1

1993
- All-Pro: 2

1992, 1993
- PFWA All-Rookie Team - 1987
- College Football Hall of Fame

## Statistiche
| Partite totali      | 138 |
| Partite da titolare | 134 |
| Fumble recuperati   | 2   |